# Tsoungria
Tsoungria (grekiska: Τσουγκριά), även Tsougria eller Tsougkria, är en mindre, obebodd ö i Grekland. Den ligger i ögruppen Sporaderna, sydost om Skiathos, och tillhör regionen Thessalien. Arean är 1,4 kvadratkilometer.